# エヴァリスト・ダッラーバコ

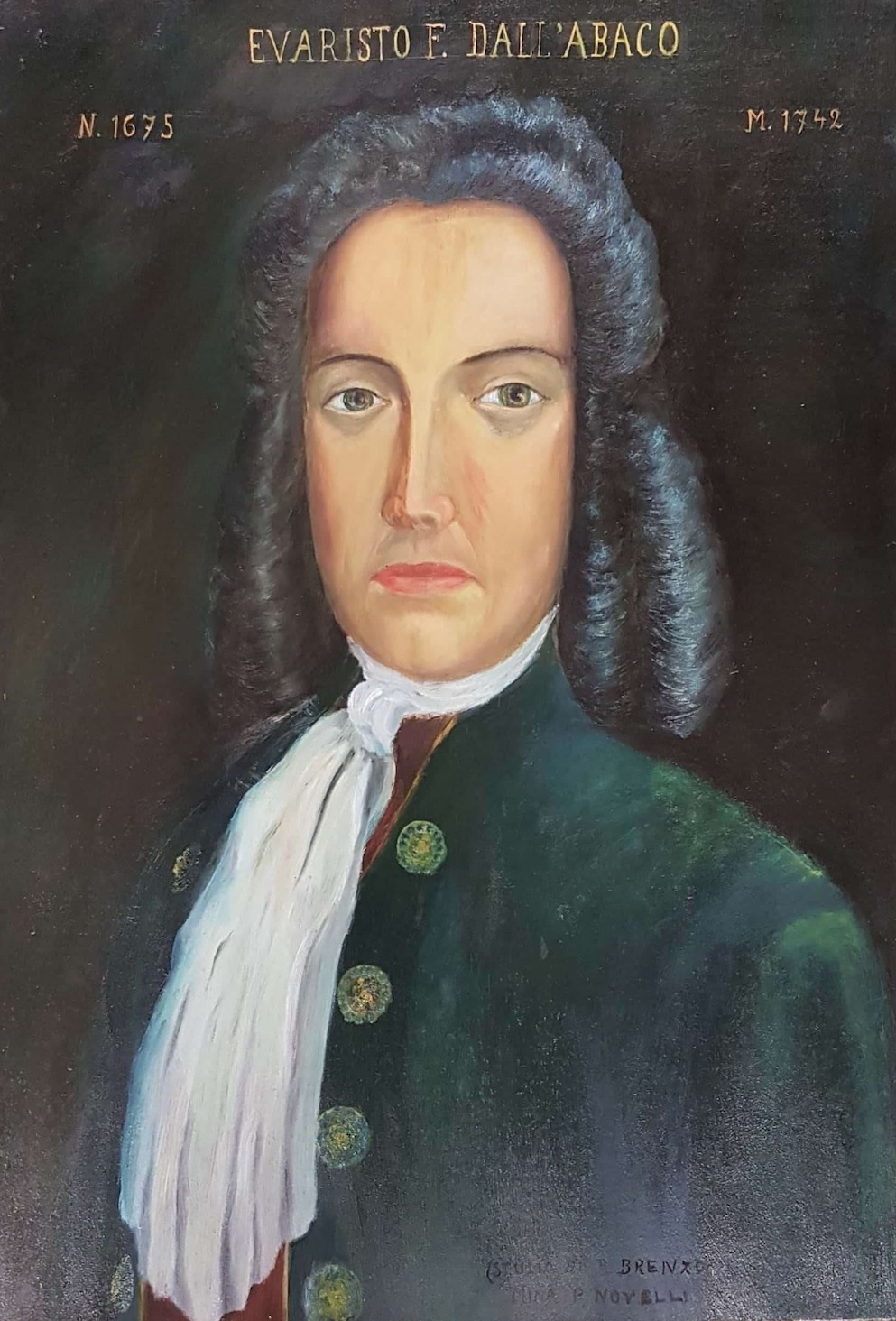
エヴァリスト・ダッラーバコ

エヴァリスト・フェリーチェ・ダッラーバコ（Evaristo Felice dall'Abaco, 1675年7月12日 ヴェローナ - 1742年7月12日 ミュンヘン）はイタリア後期バロック音楽の作曲家・ヴァイオリニスト。

## 経歴
トレッリにヴァイオリンとチェロを師事。1696年にモデナでしばしばヴィターリと接触。1704年にチェロ奏者としてミュンヘン宮廷の室内楽団に参加。
スペイン継承戦争にバイエルン公国が敗れたため、1704年から1715年までバイエルン選帝侯マクシミリアン2世エマヌエルがブリュッセルに、次いでモンスに、そして1709年からコンピエーニュに亡命。楽団員もこの亡命宮廷に同行したため、作曲家の息子ヨゼフ・ダラバコ（Joseph dall'Abaco）は、1710年にブリュッセルで生まれている（後にボンの宮廷楽師に）。この間にフランス音楽の様式になじむ機会を得る。
マクシミリアン2世エマヌエルのミュンヘン帰還。ダッラーバコはミュンヘン宮廷に復帰後、1740年まで宮廷楽長と宮廷顧問官に就任。後者の地位は、当時の音楽家には稀な名誉であった。
1726年に新君主カール・アルブレヒト公のもとでダッラーバコの影響力が低下。1740年に恩給を得て引退。

## 作品
ダッラーバコの音楽作品は、全6巻の曲集にまとめられており、これらは1708年から1735年の間に出版された。全部で24曲のヴァイオリン・ソナタ、12曲のトリオ・ソナタ、12曲の教会コンチェルト、数多くのコンチェルト・グロッソにヴァイオリン協奏曲が残されている。初期作品はコレッリの作曲様式に従っていたが、後にフランス音楽の影響からギャラント様式を取り入れた。
- 12のソナタ・ダ・カメラ（ヴァイオリン、チェロと通奏低音のためのトリオ・ソナタ） 作品1
- 4声のための12の教会コンチェルト 作品2
- 3声のための12のソナタ・ダ・キエザ 作品3
- ヴァイオリンとチェロのための12のソナタ・ダ・カメラ 作品4
- 合奏協奏曲 作品5

Op.5-1 ヘ長調、Op.5-2 ト長調、Op.5-3 ホ短調、Op.5-4 変ロ長調、Op.5-5 ハ長調、Op.5-6 ニ長調
- いくつかの楽器のためのコンチェルト 作品6

## 影響
ダッラーバコの墓は、ミュンヘン救世主教会の墓地にあり、1788年から公開されている。教会の北側には古い銅版があり、ダッラーバコに関連する文面には次のように書いてある。「エヴァリスト・ダッラーバコ、宮廷楽長にして音の詩人。†1742年他界。」
ミュンヘンでは、1934年に街路の一つに「アーバコ大通り（Abacostraße）」と名づけられた。この名はダッラーバコにちなんでいる。また1988年ごろにはダッラーバコの姓を冠した学生オーケストラも結成された。ヴェローナにはダッラーバコの氏名を貰い受けた音楽院も存在する。